# Furio Camillo (estación)
Furio Camillo es una estación de la línea A del Metro de Roma. Se encuentra en la intersección de la Via Appia Nuova con las vías Cesare Baronio y Furio Camillo. En honor a este último, político y militar de los inicios de la República romana, recibe su nombre la estación.
En su entorno se encuentran la Villa Lais, la Villa Lazzaroni y la Basílica de Santa María Auxiliadora.

## Historia
La estación Furio Camillo fue construida como parte del primer tramo (de Ottaviano a Anagnina) de la línea A del metro, entrando en servicio el 16 de febrero de 1980.